# Георг II фон Вертхайм
Георг II фон Вертхайм (на немски: Georg II von Wertheim; * 8 февруари 1487; † 17 април 1530 в Бройберг) е граф на Вертхайм.
Той е син на граф Михаел II фон Вертхайм-Бройберг (1450 – 1531) и съпругата му Барбара фон Еберщайн († 1529), дъщеря на граф Йохан III фон Еберщайн (1421 – 1479) и Мерге Мария фон Еверщайн († 1461/1463). Внук е на граф Вилхелм I фон Вертхайм (1421 – 1482) и Агнес фон Изенбург-Бюдинген (1448 – 1497). Брат е на Мария фон Вертхайм (1485 – 1536), омъжена на 7 август 1503 г. за граф Еберхард XI фон Ербах (1475 – 1539), и на Марта фон Вертхайм (1485 – 1541), омъжена на 25 юли 1518 г. за граф Волфганг I фон Кастел (1482 – 1546).
Той умира на 7 април 1530 г. в Бройберг на 43 години.

## Фамилия
Георг се жени на 3 февруари 1511 г. за Маргарета фон Монфор (* ок. 1500; † 29 април 1561), дъщеря на граф Улрих VII фон Монфор-Тетнанг († 1520) и графиня Магдалена фон Йотинген (1473 – 1525). Те имат децата:
- Мария фон Вертхайм († 1536), омъжена за фрайхер Фридрих фон Шварценберг-Хоенландсберг (1498 – 1561)
- Маргарета фон Вертхайм († 1538), омъжена на 2 септември 1533 г. за Хайнрих фон Изенбург-Гренцау (* 1522), родители на Салентин IX († 1610), архиепископ и курфюрст на Кьолн (1567 – 1577)
- Анна
- Фелицитас
- Вилхелм II фон Вертхайм (1521 – 1539)

Георг се жени втори път на 25 февруари 1528 г. за Барбара фон Лимпург-Гайлдорф (* 1500; † 29 април 1561), дъщеря на Кристоф I Шенк фон Лимпург-Гайлдорф († 1515) и Агнес фон Верденберг-Сарганс († 1541). Тя е сестра на Еразмус фон Лимпург-Гайлдорф (1507 – 1568), епископ на Страсбург (1541 – 1568). Те имат децата:
- Михаел III фон Вертхайм (1529 – 1556), женен на 17 март 1549 г. за графиня цу Щолберг-Рошфор († 1598), дъщеря на граф Лудвиг фон Щолберг-Вертхайм (1505 – 1574)
- Барбара фон Вертхайм (1531 – 1600), омъжена I. 1552 г. за граф Георг фон Изенбург-Ронебург (1528 – 1577), II. за Йохан фон Виненбург.